# Merceya repandula
Merceya repandula är en bladmossart som beskrevs av Julius Baumgartner och J. Fröhlich 1955. Merceya repandula ingår i släktet Merceya och familjen Pottiaceae. Inga underarter finns listade i Catalogue of Life.